# Grab des Maultierkarrens

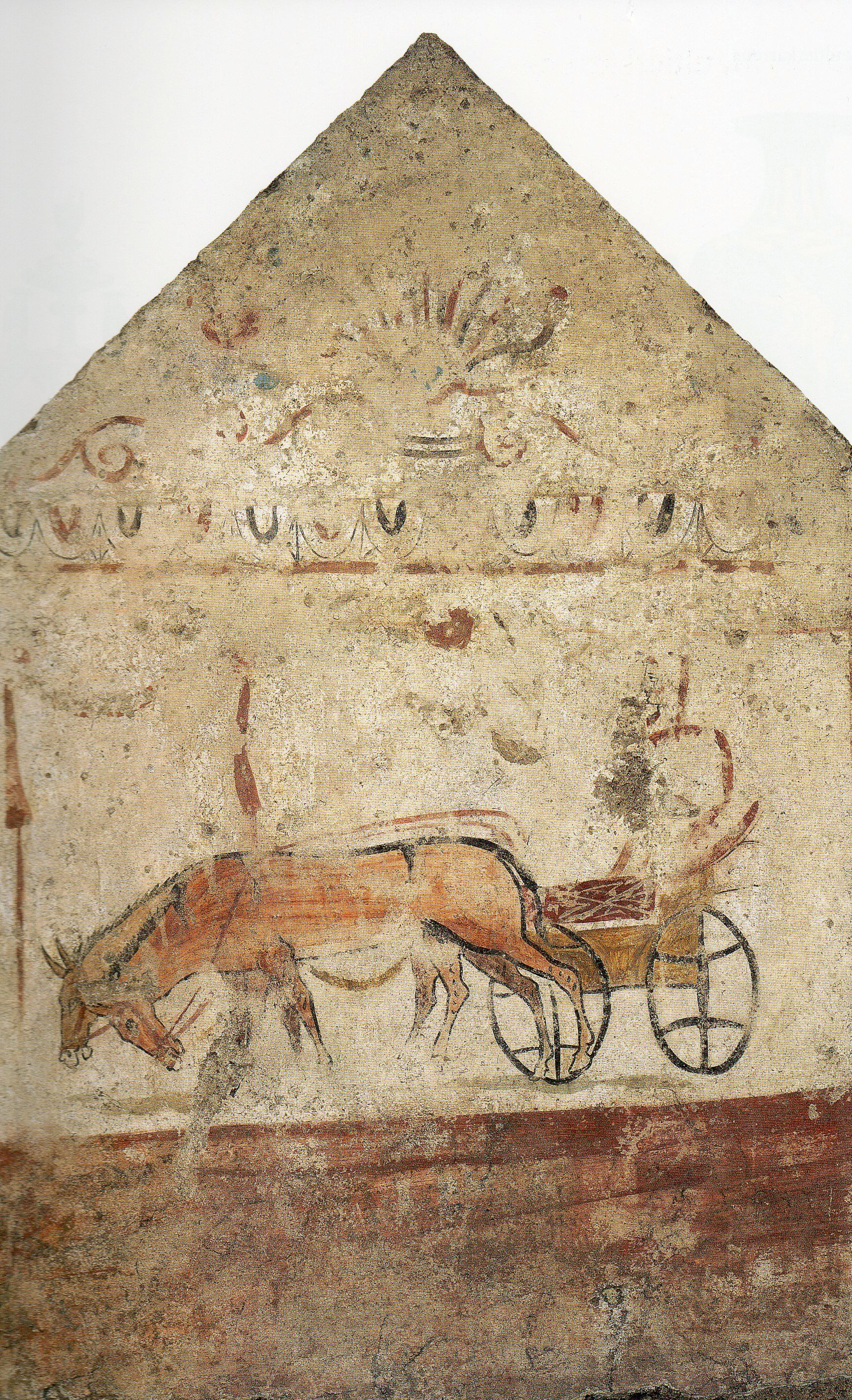
Die Giebelplatte mit dem namengebenden Bild mit einem Maultier-Zweispänner

Das Grab des Maultierkarrens ist ein Frauengrab aus der Andriuolo-Nekropole bei Paestum (Grab Nr. 89). Es stammt aus der Zeit um 330 bis 320 v. Chr. Seine Überreste befinden sich im Archäologischen Nationalmuseum von Paestum; die Giebelplatte, die das namengebende Bild trägt, hat die Inventarnummer 22305. Ein ähnliches Bild mit einem Maultiergespann wurde auch im Grab von Andriuolo Nr. 86 gefunden.
Das Bild, nach dem das Grab benannt wurde, befindet sich im Bildfeld der 139 cm hohen und 97 cm breiten Platte, die eine der Schmalseiten des Kammergrabes bildete. Das Giebelfeld, das ein Palmettenmotiv zwischen Voluten zeigt, ist durch ein Zungenmuster über einer roten Querlinie und einem schlecht erhaltenen Zweitornament vom Bildfeld abgetrennt. Links über den Köpfen der Zugtiere hängt eine rote Binde mit Senkeln herab. Im Zentrum des Bildes befindet sich ein von zwei Maultieren gezogener Wagen mit kastenartigem Aufsatz. Zwei Räder dieses Fahrzeugs, die eine Speichung wie einer der Wagen auf den Grabmalereien im Grab des bunten Hahnes aufweisen, sind hintereinander dargestellt, was an ein zweiachsiges Fahrzeug denken lässt. Allerdings ergibt sich dabei das perspektivische Problem, dass zwei der Hinterbeine der Zugtiere Teile dieses Rades verdecken, sich also eigentlich nicht vor, sondern links von dem nach links fahrenden Wagen befinden. Die Maultiere schreiten mit gesenkten Köpfen im Gleichschritt vorwärts. Sie sind mit sicheren Umrisslinien gezeichnet wie die Pferde vor der Quadriga vom Grab der Schecken und mit bräunlicher Farbe koloriert; Mäuler und Hufe bleiben weiß, die Stehmähnen und einige Binnenzeichnungen sind schwarz. An den Hinterbeinen sind Strukturen zu erkennen, die an Zebrastreifen denken lassen; vor der Kruppe des linken Tieres zieht sich ein breiterer dunkler Pinselstrich herab, bei dem unklar ist, ob er Teil der Fellzeichnung oder des Geschirrs, das ansonsten rötlich dargestellt ist, sein soll. Der braun und rot kolorierte Wagen fährt auf einer graugrünlichen Bodenlinie; die Insassin trägt ein durch breite rötliche Pinselstriche angedeutetes Gewand. Sie scheint überdimensional groß und blickt in Fahrtrichtung. Laut Bernard Andreae handelt es sich hier um die Tote, die ihre Reise ins Jenseits unbegleitet angetreten hat und den Wagen selbst steuert.
Die zweite Giebelplatte ist schlecht erhalten; ihr Bild zeigt eine Aufbahrung der Toten. Auf einer der Längsplatten sind offenbar Szenen aus dem Leichenzug bzw. den Leichenspielen zu erkennen; links befinden sich eine Frau im roten Gewand und ein Mann, der an einem Pfeiler lehnt, rechts eine schnell fahrende Quadriga. Auf der anderen Längsplatte ist ein Beigabentisch zu sehen.

## Grabbeigaben
Das Frauengrab war mit zahlreichen Beigaben versehen. Darunter befand sich eine 50 cm hohe rotfigurige Hydria des Malers von Neapel 1778. Sie zeigt unter anderem einen Hermaphroditen zwischen zwei Frauen. Ferner befanden sich zwei Lebetes Gamikoi dieses Malers in dem Grab, beide wiederum mit dem Motiv des Hermaphroditen versehen. Vom Maler von Neapel 1778 stammt auch der nicht vollständig erhaltene Bilderschmuck auf einer Lekythos, die eine halbnackte, auf einer Ranke sitzende Frau zeigt, sowie die rotfigurige Malerei auf einem Ring-Guttus, auf der ebenfalls eine halbnackte Frau auf einer Ranke zu sehen ist. Eine 17 cm hohe Lekanis mit Deckel wurde vom CA-Maler bemalt. Auf ihrer Oberseite sind drei Frauen mit verschiedenen Attributen wie Kranz, Eiern, Tänie, Sistrum und Paterai zu sehen. Weitere kleinere Gefäße ergänzten die Ausstattung dieses Grabes.